# Temerești, Timiș
Temerești este un sat ce aparține orașului Făget din județul Timiș, Banat, România.

## Legături externe

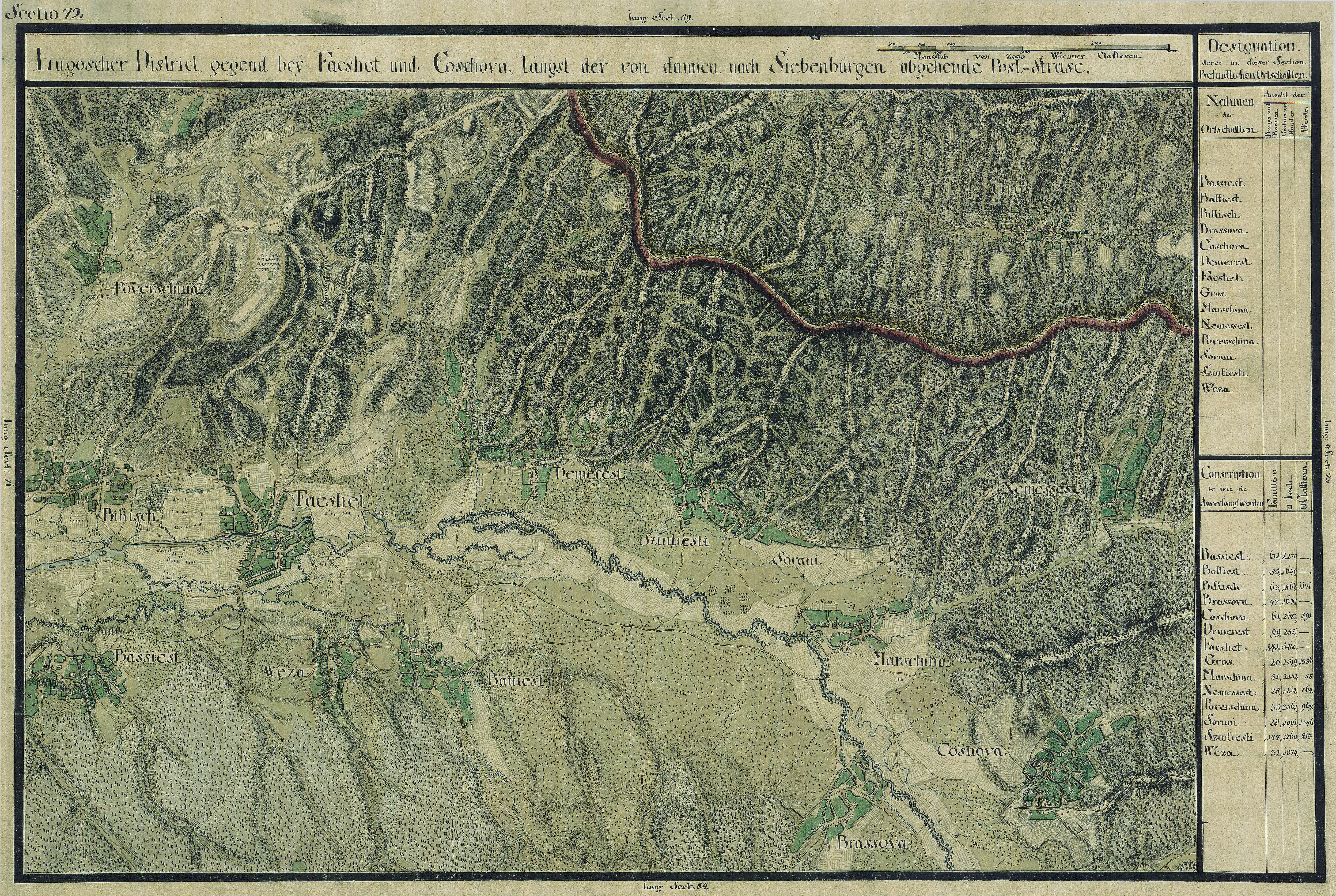
Temereşti în Harta Iosefină a Banatului, 1769-72